# Fletxa Brabançona 2024
La Fletxa Brabançona 2024 va ser la 64a edició de la Fletxa Brabançona. Es disputà el 10 d'abril de 2024 sobre un recorregut de 205,1 km amb sortida a Lovaina i arribada a Overijse. La cursa formava part de l'UCI ProSeries amb una categoria 1.Pro.
El vencedor final fou el francès Benoît Cosnefroy (Decathlon-AG2R La Mondiale), que s'imposà a l'esprint als seus companys d'escapada. Els belgues Dylan Teuns (Israel-Premier Tech) i Tim Wellens (UAE Team Emirates) completaren el podi.

## Equips
L'organització convidà a 22 equips a prendre part en aquesta edició de la Fletxa Brabançona, onze de categoria WorldTeam i onze ProTeams.
| WorldTeams (11)- Alpecin-Deceuninck - Arkéa-B&B Hotels - Bahrain Victorious - Cofidis - Decathlon-AG2R La Mondiale - EF Education-EasyPost - Intermarché-Wanty - Soudal Quick-Step - Team dsm-firmenich PostNL - Team Jayco AlUla - UAE Team Emirates ProTeams (11)- Bingoal WB - Caja Rural-Seguros RGA - Lotto Dstny - Israel-Premier Tech - Q36.5 Pro Cycling Team - TDT-Unibet - Team Flanders-Baloise - Team Novo Nordisk - TotalEnergies - Tudor Pro Cycling Team - Uno-X Mobility |
| |

## Classificació final
| \| Classificació general \| Classificació general \| Classificació general \| Classificació general \| Classificació general \| \| Corredor \| Corredor \| Equip \| Temps \| \| \| --------------------- \| --------------------- \| -------------------------- \| --------------------- \| --------------------- \| \| 1r \| Benoît Cosnefroy \| Decathlon-AG2R La Mondiale \| 4h 17' 02" \| \| \| 2n \| Dylan Teuns \| Israel-Premier Tech \| + 0" \| \| \| 3r \| Tim Wellens \| UAE Team Emirates \| + 0" \| \| \| 4t \| Joseph Blackmore \| Israel-Premier Tech \| + 0" \| \| \| 5è \| Jefferson Cepeda \| Caja Rural-Seguros RGA \| + 0" \| \| \| 6è \| Quinten Hermans \| Alpecin-Deceuninck \| + 0" \| \| \| 7è \| Marijn van den Berg \| EF Education-EasyPost \| + 10" \| \| \| 8è \| Michael Matthews \| Team Jayco AlUla \| + 28" \| \| \| 9è \| Vito Braet \| Intermarché-Wanty \| + 28" \| \| \| 10è \| Corbin Strong \| Israel-Premier Tech \| + 28" \| \| |                     |                            |            |
| |                     |                            |            |
| Font: ProCyclingStats |                     |                            |            |
| Classificació general |                     |                            |            |
| Corredor | Corredor            | Equip                      | Temps      |
| 1r | Benoît Cosnefroy    | Decathlon-AG2R La Mondiale | 4h 17' 02" |
| 2n | Dylan Teuns         | Israel-Premier Tech        | + 0"       |
| 3r | Tim Wellens         | UAE Team Emirates          | + 0"       |
| 4t | Joseph Blackmore    | Israel-Premier Tech        | + 0"       |
| 5è | Jefferson Cepeda    | Caja Rural-Seguros RGA     | + 0"       |
| 6è | Quinten Hermans     | Alpecin-Deceuninck         | + 0"       |
| 7è | Marijn van den Berg | EF Education-EasyPost      | + 10"      |
| 8è | Michael Matthews    | Team Jayco AlUla           | + 28"      |
| 9è | Vito Braet          | Intermarché-Wanty          | + 28"      |
| 10è | Corbin Strong       | Israel-Premier Tech        | + 28"      |

## Llista de participants
| Decathlon-AG2R La Mondiale DAT | Decathlon-AG2R La Mondiale DAT | Decathlon-AG2R La Mondiale DAT |
| ------------------------------ | ------------------------------ | ------------------------------ |
| Núm                            | Ciclista                       | Pos                            |
| 1                              | Dorian Godon (FRA)             | 23è                            |
| 2                              | Rasmus Søjberg Pedersen (DEN)  | DNF                            |
| 3                              | Benoît Cosnefroy (FRA)         | 1r                             |
| 4                              | Dries De Bondt (BEL)           | 58è                            |
| 5                              | Sander De Pestel (BEL)         | DQ                             |
| 6                              | Noa Isidore (FRA)              | 75è                            |
| 7                              | Andrea Vendrame (ITA)          | 59è                            |

| Alpecin-Deceuninck ADC | Alpecin-Deceuninck ADC     | Alpecin-Deceuninck ADC |
| ---------------------- | -------------------------- | ---------------------- |
| Núm                    | Ciclista                   | Pos                    |
| 11                     | Tobias Bayer (AUT)         | 63è                    |
| 12                     | Quinten Hermans (BEL)      | 6è                     |
| 13                     | Søren Kragh Andersen (DEN) | 42è                    |
| 14                     | Axel Laurance (FRA)        | 30è                    |
| 15                     | Xandro Meurisse (BEL)      | 57è                    |
| 16                     | Jimmy Janssens (BEL)       | DNF                    |
| 17                     | Stan Van Tricht (BEL)      | 62è                    |

| Intermarché-Wanty IWA | Intermarché-Wanty IWA   | Intermarché-Wanty IWA |
| --------------------- | ----------------------- | --------------------- |
| Núm                   | Ciclista                | Pos                   |
| 21                    | Vito Braet (BEL)        | 9è                    |
| 22                    | Francesco Busatto (ITA) | 28è                   |
| 23                    | Dries De Pooter (BEL)   | 52è                   |
| 24                    | Victor Hannes (BEL)     | DNF                   |
| 25                    | Tom Paquot (BEL)        | 76è                   |
| 26                    | Wouter Toussaint (NED)  | DNF                   |
| 27                    | Georg Zimmermann (GER)  | 47è                   |

| Soudal Quick-Step SOQ | Soudal Quick-Step SOQ   | Soudal Quick-Step SOQ |
| --------------------- | ----------------------- | --------------------- |
| Núm                   | Ciclista                | Pos                   |
| 31                    | Ayco Bastiaens (BEL)    | DNF                   |
| 32                    | Gil Gelders (BEL)       | 51è                   |
| 33                    | Antoine Huby (FRA)      | DNF                   |
| 34                    | Pieter Serry (BEL)      | 25è                   |
| 35                    | Jordi Warlop (BEL)      | DNF                   |
| 36                    | Pepijn Reinderink (NED) | 61è                   |
| 37                    | Louis Vervaeke (BEL)    | 53è                   |

| Arkéa-B&B Hotels ARK | Arkéa-B&B Hotels ARK    | Arkéa-B&B Hotels ARK |
| -------------------- | ----------------------- | -------------------- |
| Núm                  | Ciclista                | Pos                  |
| 41                   | Vincenzo Albanese (ITA) | DNF                  |
| 42                   | Jenthe Biermans (BEL)   | 22è                  |
| 43                   | Hubert Grygowski (POL)  | DNF                  |
| 44                   | Laurens Huys (BEL)      | 35è                  |
| 45                   | Mathis Le Berre (FRA)   | 26è                  |
| 46                   | Alan Riou (FRA)         | DNF                  |
| 47                   | Lucas Janssen (NED)     | DNF                  |

| Bahrain Victorious TBV | Bahrain Victorious TBV      | Bahrain Victorious TBV |
| ---------------------- | --------------------------- | ---------------------- |
| Núm                    | Ciclista                    | Pos                    |
| 51                     | Matevž Govekar (SLO)        | 65è                    |
| 52                     | Alberto Bruttomesso (ITA)   | DNF                    |
| 53                     | Nicolò Buratti (ITA)        | 18è                    |
| 54                     | Andrea Pasqualon (ITA)      | 72è                    |
| 55                     | Johan Price-Pejtersen (DEN) | DNF                    |
| 56                     | Dušan Rajović (SRB)         | DNF                    |
| 57                     | Cameron Scott (AUS)         | DNF                    |

| Cofidis COF | Cofidis COF                | Cofidis COF |
| ----------- | -------------------------- | ----------- |
| Núm         | Ciclista                   | Pos         |
| 61          | Ben Hermans (BEL)          | 40è         |
| 62          | Nicolas Debeaumarché (FRA) | DNF         |
| 63          | Eddy Finé (FRA)            | DNF         |
| 64          | Christophe Noppe (BEL)     | DNF         |
| 65          | Ludovic Robeet (BEL)       | DNF         |

| EF Education-EasyPost EFE | EF Education-EasyPost EFE   | EF Education-EasyPost EFE |
| ------------------------- | --------------------------- | ------------------------- |
| Núm                       | Ciclista                    | Pos                       |
| 71                        | Mikkel Frølich Honoré (DEN) | 12è                       |
| 72                        | Markel Beloki (ESP)         | DNF                       |
| 73                        | James Shaw (GBR)            | 31è                       |
| 74                        | Lukas Nerurkar (GBR)        | 83è                       |
| 75                        | Darren Rafferty (IRL)       | 45è                       |
| 76                        | Marijn van den Berg (NED)   | 7è                        |
| 77                        | Harry Sweeny (AUS)          | 82è                       |

| Team dsm-firmenich PostNL DFP | Team dsm-firmenich PostNL DFP | Team dsm-firmenich PostNL DFP |
| ----------------------------- | ----------------------------- | ----------------------------- |
| Núm                           | Ciclista                      | Pos                           |
| 81                            | Vlad Van Mechelen (BEL)       | DNF                           |
| 82                            | Robbe Dhondt (BEL)            | DNF                           |
| 84                            | Martijn Tusveld (NED)         | DNF                           |
| 85                            | Frank van den Broek (NED)     | 37è                           |
| 86                            | Tim Naberman (NED)            | DNF                           |
| 87                            | Enzo Leijnse (NED)            | DNF                           |

| Team Jayco AlUla JAY | Team Jayco AlUla JAY          | Team Jayco AlUla JAY |
| -------------------- | ----------------------------- | -------------------- |
| Núm                  | Ciclista                      | Pos                  |
| 91                   | Michael Matthews (AUS)        | 8è                   |
| 92                   | Lawson Craddock (USA)         | 80è                  |
| 93                   | Anders Foldager (DEN)         | 77è                  |
| 94                   | Jan Maas (NED)                | 64è                  |
| 95                   | Christopher Juul-Jensen (DEN) | DNF                  |
| 96                   | Blake Quick (AUS)             | DNF                  |
| 97                   | Campbell Stewart (NZL)        | DNF                  |

| UAE Team Emirates UAD | UAE Team Emirates UAD     | UAE Team Emirates UAD |
| --------------------- | ------------------------- | --------------------- |
| Núm                   | Ciclista                  | Pos                   |
| 101                   | Tim Wellens (BEL)         | 3r                    |
| 102                   | Marc Hirschi (SUI) (ruta) | 29è                   |
| 103                   | Anže Ravbar (SLO)         | DNF                   |
| 104                   | Gibbe Staes (BEL)         | DNF                   |
| 105                   | António Morgado (POR)     | 21è                   |
| 106                   | Nils Politt (GER)         | 71è                   |

| Lotto Dstny LTD | Lotto Dstny LTD             | Lotto Dstny LTD |
| --------------- | --------------------------- | --------------- |
| Núm             | Ciclista                    | Pos             |
| 111             | Alec Segaert (BEL)          | 66è             |
| 112             | Sébastien Grignard (BEL)    | DNF             |
| 113             | Jenno Berckmoes (BEL)       | 15è             |
| 114             | Pascal Eenkhoorn (NED)      | 36è             |
| 115             | Andreas Kron (DEN)          | 33è             |
| 116             | Mathijs Paasschens (NED)    | 85è             |
| 117             | Jonas Gregaard Wilsly (DEN) | 48è             |

| Israel-Premier Tech IPT | Israel-Premier Tech IPT | Israel-Premier Tech IPT |
| ----------------------- | ----------------------- | ----------------------- |
| Núm                     | Ciclista                | Pos                     |
| 121                     | Dylan Teuns (BEL)       | 2n                      |
| 122                     | Joseph Blackmore (GBR)  | 4t                      |
| 123                     | Krists Neilands (LAT)   | DNF                     |
| 125                     | Corbin Strong (NZL)     | 10è                     |
| 126                     | Stephen Williams (GBR)  | 55è                     |
| 127                     | Kiaan Watts (NZL)       | DNF                     |

| Bingoal WB BWB | Bingoal WB BWB         | Bingoal WB BWB |
| -------------- | ---------------------- | -------------- |
| Núm            | Ciclista               | Pos            |
| 131            | Loïc Vliegen (BEL)     | 69è            |
| 132            | Louis Blouwe (BEL)     | DNF            |
| 133            | Johan Meens (BEL)      | 73è            |
| 134            | Kenneth Van Rooy (BEL) | DNF            |
| 135            | Luca Van Boven (BEL)   | 27è            |
| 136            | Jens Reynders (BEL)    | DNF            |
| 137            | Lucas Jacques (BEL)    | DNF            |

| Team Flanders-Baloise TFB | Team Flanders-Baloise TFB | Team Flanders-Baloise TFB |
| ------------------------- | ------------------------- | ------------------------- |
| Núm                       | Ciclista                  | Pos                       |
| 141                       | Kamiel Bonneu (BEL)       | 32è                       |
| 142                       | Toon Clynhens (BEL)       | DNF                       |
| 143                       | Lars Craps (BEL)          | 49è                       |
| 144                       | Elias Maris (BEL)         | 68è                       |
| 145                       | Vincent Van Hemelen (BEL) | 79è                       |
| 146                       | Dylan Vandenstorme (BEL)  | 56è                       |
| 147                       | Ward Vanhoof (BEL)        | DNF                       |

| Caja Rural-Seguros RGA CJR | Caja Rural-Seguros RGA CJR     | Caja Rural-Seguros RGA CJR |
| -------------------------- | ------------------------------ | -------------------------- |
| Núm                        | Ciclista                       | Pos                        |
| 151                        | Julen Arriola-Bengoa (ESP)     | 89è                        |
| 152                        | Fernando Barceló Aragón (ESP)  | 11è                        |
| 153                        | Jefferson Cepeda (ECU)         | 5è                         |
| 154                        | Samuel Fernández García (ESP)  | 78è                        |
| 155                        | Calum Johnston (GBR)           | DNF                        |
| 156                        | Eduard Prades i Reverter (ESP) | 20è                        |
| 157                        | David González López (ESP)     | 24è                        |

| Team Novo Nordisk TNN | Team Novo Nordisk TNN   | Team Novo Nordisk TNN |
| --------------------- | ----------------------- | --------------------- |
| Núm                   | Ciclista                | Pos                   |
| 161                   | Hamish Beadle (NZL)     | DNF                   |
| 162                   | Sam Brand (GBR)         | DNF                   |
| 163                   | Quinten De Graeve (BEL) | DNF                   |
| 164                   | Matyáš Kopecký (CZE)    | 44è                   |
| 165                   | Péter Kusztor (HUN)     | DNF                   |
| 166                   | Declan Irvine (AUS)     | DNF                   |
| 167                   | Umberto Poli (ITA)      | DNF                   |

| Q36.5 Pro Cycling Team Q36 | Q36.5 Pro Cycling Team Q36 | Q36.5 Pro Cycling Team Q36 |
| -------------------------- | -------------------------- | -------------------------- |
| Núm                        | Ciclista                   | Pos                        |
| 171                        | Gianluca Brambilla (ITA)   | 19è                        |
| 172                        | Negasi Abreha (ETH)        | DNF                        |
| 173                        | Walter Calzoni (ITA)       | 87è                        |
| 174                        | Alessandro Fancellu (ITA)  | 88è                        |
| 175                        | Joey Rosskopf (USA)        | DNF                        |
| 176                        | Rory Townsend (IRL)        | DNF                        |
| 177                        | James Whelan (AUS)         | DNF                        |

| TDT-Unibet TDT | TDT-Unibet TDT           | TDT-Unibet TDT |
| -------------- | ------------------------ | -------------- |
| Núm            | Ciclista                 | Pos            |
| 181            | Lander Loockx (BEL)      | 70è            |
| 182            | Hartthijs de Vries (NED) | 67è            |
| 183            | Owen Geleijn (NED)       | DNF            |
| 184            | Jelle Johannink (NED)    | 17è            |
| 185            | Tomáš Kopecký (CZE)      | 74è            |
| 186            | Zeb Kyffin (GBR)         | DNF            |
| 187            | Adam Ťoupalík (CZE)      | 39è            |

| TotalEnergies TEN | TotalEnergies TEN       | TotalEnergies TEN |
| ----------------- | ----------------------- | ----------------- |
| Núm               | Ciclista                | Pos               |
| 191               | Sandy Dujardin (FRA)    | 46è               |
| 192               | Thomas Gachignard (FRA) | 54è               |
| 193               | Lorrenzo Manzin (FRA)   | DNF               |
| 194               | Julien Simon (FRA)      | DNF               |
| 195               | Anthony Turgis (FRA)    | 16è               |
| 196               | Baptiste Vadic (FRA)    | 84è               |
| 197               | Dries Van Gestel (BEL)  | 13è               |

| Tudor Pro Cycling Team TUD | Tudor Pro Cycling Team TUD     | Tudor Pro Cycling Team TUD |
| -------------------------- | ------------------------------ | -------------------------- |
| Núm                        | Ciclista                       | Pos                        |
| 201                        | Jacob Eriksson (SWE)           | 60è                        |
| 202                        | Sebastian Kolze Changizi (DEN) | DNF                        |
| 203                        | Miká Heming (GER)              | DNF                        |
| 204                        | Alexander Kamp (DEN)           | 50è                        |
| 205                        | Arthur Kluckers (LUX)          | 81è                        |
| 206                        | Aloïs Charrin (FRA)            | DNF                        |
| 207                        | Fabian Weiss (SUI)             | DNF                        |

| Uno-X Mobility UXM | Uno-X Mobility UXM               | Uno-X Mobility UXM |
| ------------------ | -------------------------------- | ------------------ |
| Núm                | Ciclista                         | Pos                |
| 211                | Tobias Halland Johannessen (NOR) | 38è                |
| 212                | Martin Bugge Urianstad (NOR)     | 43è                |
| 213                | Odd Christian Eiking (NOR)       | 14è                |
| 214                | Markus Hoelgaard (NOR)           | 34è                |
| 215                | Anders Skaarseth (NOR)           | 86è                |
| 216                | Anders Halland Johannessen (NOR) | DNF                |
| 217                | Andreas Leknessund (NOR)         | 41è                |

| Decathlon-AG2R La Mondiale DAT | Decathlon-AG2R La Mondiale DAT | Decathlon-AG2R La Mondiale DAT |
| ------------------------------ | ------------------------------ | ------------------------------ |
| Núm                            | Ciclista                       | Pos                            |
| 1                              | Dorian Godon (FRA)             | 23è                            |
| 2                              | Rasmus Søjberg Pedersen (DEN)  | DNF                            |
| 3                              | Benoît Cosnefroy (FRA)         | 1r                             |
| 4                              | Dries De Bondt (BEL)           | 58è                            |
| 5                              | Sander De Pestel (BEL)         | DQ                             |
| 6                              | Noa Isidore (FRA)              | 75è                            |
| 7                              | Andrea Vendrame (ITA)          | 59è                            |

| Alpecin-Deceuninck ADC | Alpecin-Deceuninck ADC     | Alpecin-Deceuninck ADC |
| ---------------------- | -------------------------- | ---------------------- |
| Núm                    | Ciclista                   | Pos                    |
| 11                     | Tobias Bayer (AUT)         | 63è                    |
| 12                     | Quinten Hermans (BEL)      | 6è                     |
| 13                     | Søren Kragh Andersen (DEN) | 42è                    |
| 14                     | Axel Laurance (FRA)        | 30è                    |
| 15                     | Xandro Meurisse (BEL)      | 57è                    |
| 16                     | Jimmy Janssens (BEL)       | DNF                    |
| 17                     | Stan Van Tricht (BEL)      | 62è                    |

| Intermarché-Wanty IWA | Intermarché-Wanty IWA   | Intermarché-Wanty IWA |
| --------------------- | ----------------------- | --------------------- |
| Núm                   | Ciclista                | Pos                   |
| 21                    | Vito Braet (BEL)        | 9è                    |
| 22                    | Francesco Busatto (ITA) | 28è                   |
| 23                    | Dries De Pooter (BEL)   | 52è                   |
| 24                    | Victor Hannes (BEL)     | DNF                   |
| 25                    | Tom Paquot (BEL)        | 76è                   |
| 26                    | Wouter Toussaint (NED)  | DNF                   |
| 27                    | Georg Zimmermann (GER)  | 47è                   |

| Soudal Quick-Step SOQ | Soudal Quick-Step SOQ   | Soudal Quick-Step SOQ |
| --------------------- | ----------------------- | --------------------- |
| Núm                   | Ciclista                | Pos                   |
| 31                    | Ayco Bastiaens (BEL)    | DNF                   |
| 32                    | Gil Gelders (BEL)       | 51è                   |
| 33                    | Antoine Huby (FRA)      | DNF                   |
| 34                    | Pieter Serry (BEL)      | 25è                   |
| 35                    | Jordi Warlop (BEL)      | DNF                   |
| 36                    | Pepijn Reinderink (NED) | 61è                   |
| 37                    | Louis Vervaeke (BEL)    | 53è                   |

| Arkéa-B&B Hotels ARK | Arkéa-B&B Hotels ARK    | Arkéa-B&B Hotels ARK |
| -------------------- | ----------------------- | -------------------- |
| Núm                  | Ciclista                | Pos                  |
| 41                   | Vincenzo Albanese (ITA) | DNF                  |
| 42                   | Jenthe Biermans (BEL)   | 22è                  |
| 43                   | Hubert Grygowski (POL)  | DNF                  |
| 44                   | Laurens Huys (BEL)      | 35è                  |
| 45                   | Mathis Le Berre (FRA)   | 26è                  |
| 46                   | Alan Riou (FRA)         | DNF                  |
| 47                   | Lucas Janssen (NED)     | DNF                  |

| Bahrain Victorious TBV | Bahrain Victorious TBV      | Bahrain Victorious TBV |
| ---------------------- | --------------------------- | ---------------------- |
| Núm                    | Ciclista                    | Pos                    |
| 51                     | Matevž Govekar (SLO)        | 65è                    |
| 52                     | Alberto Bruttomesso (ITA)   | DNF                    |
| 53                     | Nicolò Buratti (ITA)        | 18è                    |
| 54                     | Andrea Pasqualon (ITA)      | 72è                    |
| 55                     | Johan Price-Pejtersen (DEN) | DNF                    |
| 56                     | Dušan Rajović (SRB)         | DNF                    |
| 57                     | Cameron Scott (AUS)         | DNF                    |

| Cofidis COF | Cofidis COF                | Cofidis COF |
| ----------- | -------------------------- | ----------- |
| Núm         | Ciclista                   | Pos         |
| 61          | Ben Hermans (BEL)          | 40è         |
| 62          | Nicolas Debeaumarché (FRA) | DNF         |
| 63          | Eddy Finé (FRA)            | DNF         |
| 64          | Christophe Noppe (BEL)     | DNF         |
| 65          | Ludovic Robeet (BEL)       | DNF         |

| EF Education-EasyPost EFE | EF Education-EasyPost EFE   | EF Education-EasyPost EFE |
| ------------------------- | --------------------------- | ------------------------- |
| Núm                       | Ciclista                    | Pos                       |
| 71                        | Mikkel Frølich Honoré (DEN) | 12è                       |
| 72                        | Markel Beloki (ESP)         | DNF                       |
| 73                        | James Shaw (GBR)            | 31è                       |
| 74                        | Lukas Nerurkar (GBR)        | 83è                       |
| 75                        | Darren Rafferty (IRL)       | 45è                       |
| 76                        | Marijn van den Berg (NED)   | 7è                        |
| 77                        | Harry Sweeny (AUS)          | 82è                       |

| Team dsm-firmenich PostNL DFP | Team dsm-firmenich PostNL DFP | Team dsm-firmenich PostNL DFP |
| ----------------------------- | ----------------------------- | ----------------------------- |
| Núm                           | Ciclista                      | Pos                           |
| 81                            | Vlad Van Mechelen (BEL)       | DNF                           |
| 82                            | Robbe Dhondt (BEL)            | DNF                           |
| 84                            | Martijn Tusveld (NED)         | DNF                           |
| 85                            | Frank van den Broek (NED)     | 37è                           |
| 86                            | Tim Naberman (NED)            | DNF                           |
| 87                            | Enzo Leijnse (NED)            | DNF                           |

| Team Jayco AlUla JAY | Team Jayco AlUla JAY          | Team Jayco AlUla JAY |
| -------------------- | ----------------------------- | -------------------- |
| Núm                  | Ciclista                      | Pos                  |
| 91                   | Michael Matthews (AUS)        | 8è                   |
| 92                   | Lawson Craddock (USA)         | 80è                  |
| 93                   | Anders Foldager (DEN)         | 77è                  |
| 94                   | Jan Maas (NED)                | 64è                  |
| 95                   | Christopher Juul-Jensen (DEN) | DNF                  |
| 96                   | Blake Quick (AUS)             | DNF                  |
| 97                   | Campbell Stewart (NZL)        | DNF                  |

| UAE Team Emirates UAD | UAE Team Emirates UAD     | UAE Team Emirates UAD |
| --------------------- | ------------------------- | --------------------- |
| Núm                   | Ciclista                  | Pos                   |
| 101                   | Tim Wellens (BEL)         | 3r                    |
| 102                   | Marc Hirschi (SUI) (ruta) | 29è                   |
| 103                   | Anže Ravbar (SLO)         | DNF                   |
| 104                   | Gibbe Staes (BEL)         | DNF                   |
| 105                   | António Morgado (POR)     | 21è                   |
| 106                   | Nils Politt (GER)         | 71è                   |

| Lotto Dstny LTD | Lotto Dstny LTD             | Lotto Dstny LTD |
| --------------- | --------------------------- | --------------- |
| Núm             | Ciclista                    | Pos             |
| 111             | Alec Segaert (BEL)          | 66è             |
| 112             | Sébastien Grignard (BEL)    | DNF             |
| 113             | Jenno Berckmoes (BEL)       | 15è             |
| 114             | Pascal Eenkhoorn (NED)      | 36è             |
| 115             | Andreas Kron (DEN)          | 33è             |
| 116             | Mathijs Paasschens (NED)    | 85è             |
| 117             | Jonas Gregaard Wilsly (DEN) | 48è             |

| Israel-Premier Tech IPT | Israel-Premier Tech IPT | Israel-Premier Tech IPT |
| ----------------------- | ----------------------- | ----------------------- |
| Núm                     | Ciclista                | Pos                     |
| 121                     | Dylan Teuns (BEL)       | 2n                      |
| 122                     | Joseph Blackmore (GBR)  | 4t                      |
| 123                     | Krists Neilands (LAT)   | DNF                     |
| 125                     | Corbin Strong (NZL)     | 10è                     |
| 126                     | Stephen Williams (GBR)  | 55è                     |
| 127                     | Kiaan Watts (NZL)       | DNF                     |

| Bingoal WB BWB | Bingoal WB BWB         | Bingoal WB BWB |
| -------------- | ---------------------- | -------------- |
| Núm            | Ciclista               | Pos            |
| 131            | Loïc Vliegen (BEL)     | 69è            |
| 132            | Louis Blouwe (BEL)     | DNF            |
| 133            | Johan Meens (BEL)      | 73è            |
| 134            | Kenneth Van Rooy (BEL) | DNF            |
| 135            | Luca Van Boven (BEL)   | 27è            |
| 136            | Jens Reynders (BEL)    | DNF            |
| 137            | Lucas Jacques (BEL)    | DNF            |

| Team Flanders-Baloise TFB | Team Flanders-Baloise TFB | Team Flanders-Baloise TFB |
| ------------------------- | ------------------------- | ------------------------- |
| Núm                       | Ciclista                  | Pos                       |
| 141                       | Kamiel Bonneu (BEL)       | 32è                       |
| 142                       | Toon Clynhens (BEL)       | DNF                       |
| 143                       | Lars Craps (BEL)          | 49è                       |
| 144                       | Elias Maris (BEL)         | 68è                       |
| 145                       | Vincent Van Hemelen (BEL) | 79è                       |
| 146                       | Dylan Vandenstorme (BEL)  | 56è                       |
| 147                       | Ward Vanhoof (BEL)        | DNF                       |

| Caja Rural-Seguros RGA CJR | Caja Rural-Seguros RGA CJR     | Caja Rural-Seguros RGA CJR |
| -------------------------- | ------------------------------ | -------------------------- |
| Núm                        | Ciclista                       | Pos                        |
| 151                        | Julen Arriola-Bengoa (ESP)     | 89è                        |
| 152                        | Fernando Barceló Aragón (ESP)  | 11è                        |
| 153                        | Jefferson Cepeda (ECU)         | 5è                         |
| 154                        | Samuel Fernández García (ESP)  | 78è                        |
| 155                        | Calum Johnston (GBR)           | DNF                        |
| 156                        | Eduard Prades i Reverter (ESP) | 20è                        |
| 157                        | David González López (ESP)     | 24è                        |

| Team Novo Nordisk TNN | Team Novo Nordisk TNN   | Team Novo Nordisk TNN |
| --------------------- | ----------------------- | --------------------- |
| Núm                   | Ciclista                | Pos                   |
| 161                   | Hamish Beadle (NZL)     | DNF                   |
| 162                   | Sam Brand (GBR)         | DNF                   |
| 163                   | Quinten De Graeve (BEL) | DNF                   |
| 164                   | Matyáš Kopecký (CZE)    | 44è                   |
| 165                   | Péter Kusztor (HUN)     | DNF                   |
| 166                   | Declan Irvine (AUS)     | DNF                   |
| 167                   | Umberto Poli (ITA)      | DNF                   |

| Q36.5 Pro Cycling Team Q36 | Q36.5 Pro Cycling Team Q36 | Q36.5 Pro Cycling Team Q36 |
| -------------------------- | -------------------------- | -------------------------- |
| Núm                        | Ciclista                   | Pos                        |
| 171                        | Gianluca Brambilla (ITA)   | 19è                        |
| 172                        | Negasi Abreha (ETH)        | DNF                        |
| 173                        | Walter Calzoni (ITA)       | 87è                        |
| 174                        | Alessandro Fancellu (ITA)  | 88è                        |
| 175                        | Joey Rosskopf (USA)        | DNF                        |
| 176                        | Rory Townsend (IRL)        | DNF                        |
| 177                        | James Whelan (AUS)         | DNF                        |

| TDT-Unibet TDT | TDT-Unibet TDT           | TDT-Unibet TDT |
| -------------- | ------------------------ | -------------- |
| Núm            | Ciclista                 | Pos            |
| 181            | Lander Loockx (BEL)      | 70è            |
| 182            | Hartthijs de Vries (NED) | 67è            |
| 183            | Owen Geleijn (NED)       | DNF            |
| 184            | Jelle Johannink (NED)    | 17è            |
| 185            | Tomáš Kopecký (CZE)      | 74è            |
| 186            | Zeb Kyffin (GBR)         | DNF            |
| 187            | Adam Ťoupalík (CZE)      | 39è            |

| TotalEnergies TEN | TotalEnergies TEN       | TotalEnergies TEN |
| ----------------- | ----------------------- | ----------------- |
| Núm               | Ciclista                | Pos               |
| 191               | Sandy Dujardin (FRA)    | 46è               |
| 192               | Thomas Gachignard (FRA) | 54è               |
| 193               | Lorrenzo Manzin (FRA)   | DNF               |
| 194               | Julien Simon (FRA)      | DNF               |
| 195               | Anthony Turgis (FRA)    | 16è               |
| 196               | Baptiste Vadic (FRA)    | 84è               |
| 197               | Dries Van Gestel (BEL)  | 13è               |

| Tudor Pro Cycling Team TUD | Tudor Pro Cycling Team TUD     | Tudor Pro Cycling Team TUD |
| -------------------------- | ------------------------------ | -------------------------- |
| Núm                        | Ciclista                       | Pos                        |
| 201                        | Jacob Eriksson (SWE)           | 60è                        |
| 202                        | Sebastian Kolze Changizi (DEN) | DNF                        |
| 203                        | Miká Heming (GER)              | DNF                        |
| 204                        | Alexander Kamp (DEN)           | 50è                        |
| 205                        | Arthur Kluckers (LUX)          | 81è                        |
| 206                        | Aloïs Charrin (FRA)            | DNF                        |
| 207                        | Fabian Weiss (SUI)             | DNF                        |

| Uno-X Mobility UXM | Uno-X Mobility UXM               | Uno-X Mobility UXM |
| ------------------ | -------------------------------- | ------------------ |
| Núm                | Ciclista                         | Pos                |
| 211                | Tobias Halland Johannessen (NOR) | 38è                |
| 212                | Martin Bugge Urianstad (NOR)     | 43è                |
| 213                | Odd Christian Eiking (NOR)       | 14è                |
| 214                | Markus Hoelgaard (NOR)           | 34è                |
| 215                | Anders Skaarseth (NOR)           | 86è                |
| 216                | Anders Halland Johannessen (NOR) | DNF                |
| 217                | Andreas Leknessund (NOR)         | 41è                |